# Gruzija na Pesmi Evrovizije
Gruzija je prvič nastopila na Pesmi Evrovizije leta 2007 v Helsinkih. Udeležbo na Evroviziji je potrdila 27. oktobra 2006. Ker so evrovizijska pravila dovoljevala največ 40 nastopajočih držav, je morala Evropska radiodifuzna zveza ta pravila spremeniti, in tako je lahko nastopilo vseh 42 prijavljenih držav, vključno z Gruzijo. 
Gruzinska nacionalna televizija je za svojo predstavnico izbrala pevko Sofo Halvaši, gledalci pa so s pomočjo telefonskega glasovanja izbrali eno izmed 5 pesmi, ki so bile vse zapete v angleščini, ter izbrali skladbo z naslovom Visionary dream. Pesem je imela prvotno naslov My story.
Sofo je morala najprej nastopiti v polfinalu. Zasedla je 8. mesto in se uvrstila v finalni izbor, kjer je dosegla 12. mesto. Prihodnje leto se zato Gruzija ni uvrstila neposredno v finale, saj je zasedla slabše mesto od desetega. Vendar se je Diana Gurcka v polfinalu uvrstila na 5. mesto ter na finalnem izboru zasedla 11. mesto.
Po vojni z Rusijo zaradi Južne Osetije je gruzinska televizija GBP 28. avgusta 2008 objavila odstop od tekmovanja v Moskvi v letu 2009, in sicer zaradi države gostiteljice, Rusije, ki da krši človekove pravice in mednarodno pravo ter zaradi zaskrbljenosti glede varnosti svojih predstavnikov.
Leta 2020 je bila Pesem Evrovizije odpovedana. 

## Gruzijski predstavniki
| Leto | Glasbeniki                             | Pesem                    | Finale               | Točke                | Polfinale            | Točke                |
| ---- | -------------------------------------- | ------------------------ | -------------------- | -------------------- | -------------------- | -------------------- |
| 2007 | Sofo Halvaši                           | »Visionary dream«        | 12.                  | 97                   | 8.                   | 123                  |
| 2008 | Diana Gurcka                           | »Peace will come«        | 11.                  | 83                   | 5.                   | 107                  |
| 2010 | Sofo Nižaradze                         | »Shine«                  | 9.                   | 136                  | 3.                   | 106                  |
| 2011 | Eldrine                                | »One more day«           | 9.                   | 110                  | 6.                   | 74                   |
| 2012 | Anri Džohadze                          | »I'm a Joker«            | Brez finala          | Brez finala          | 14.                  | 36                   |
| 2013 | Sofo Gelovani & Nodiko Tatišvili       | »Waterfall«              | 15.                  | 50                   | 10.                  | 63                   |
| 2014 | The Shin & Mariko                      | »Three minutes on Earth« | Brez finala          | Brez finala          | 15.                  | 15                   |
| 2015 | Nina Sublatti                          | »Warrior«                | 11.                  | 51                   | 4.                   | 98                   |
| 2016 | Nika Kocharov & Young Georgian Lolitaz | »Midnight Gold«          | 20.                  | 104                  | 9.                   | 123                  |
| 2017 | Tamara Gačečiladze                     | »Keep the Faith«         | Brez finala          | Brez finala          | 11.                  | 99                   |
| 2018 | Iriao                                  | »For you«                | Brez finala          | Brez finala          | 18.                  | 24.                  |
| 2019 | Oto Nemsadze                           | »Keep on going«          | Brez finala          | Brez finala          | 14.                  | 62                   |
| 2020 | Tornike Kipiani                        | »Take me as I am«        | (festival odpovedan) | (festival odpovedan) | (festival odpovedan) | (festival odpovedan) |
| 2021 | Tornike Kipiani                        | »You«                    | Brez finala          | Brez finala          | 16.                  | 16                   |
| 2022 | Circus Mircus                          | »Lock me in«             | Brez finala          | Brez finala          | 18.                  | 22                   |
| 2023 | Iru                                    | »Echo«                   | Brez finala          | Brez finala          | 12.                  | 33                   |
| 2024 | Nuca Buzaladze                         | »Firefighter«            | 21.                  | 34                   | 8.                   | 54                   |
| 2025 | Mariam Shengelia                       | »Freedom«                | Brez finala          | Brez finala          | 15.                  | 28                   |